# 兰溪瑶族乡
兰溪瑶族乡，是中华人民共和国湖南省永州市江永县下辖的一个乡镇级行政单位。

## 行政区划
兰溪瑶族乡下辖以下地区：
香花井村、动周村、带下村、山水口村、新桥村、大兴村、狮形村、黄家村、上村和石盘村。